# Competencia (biología)

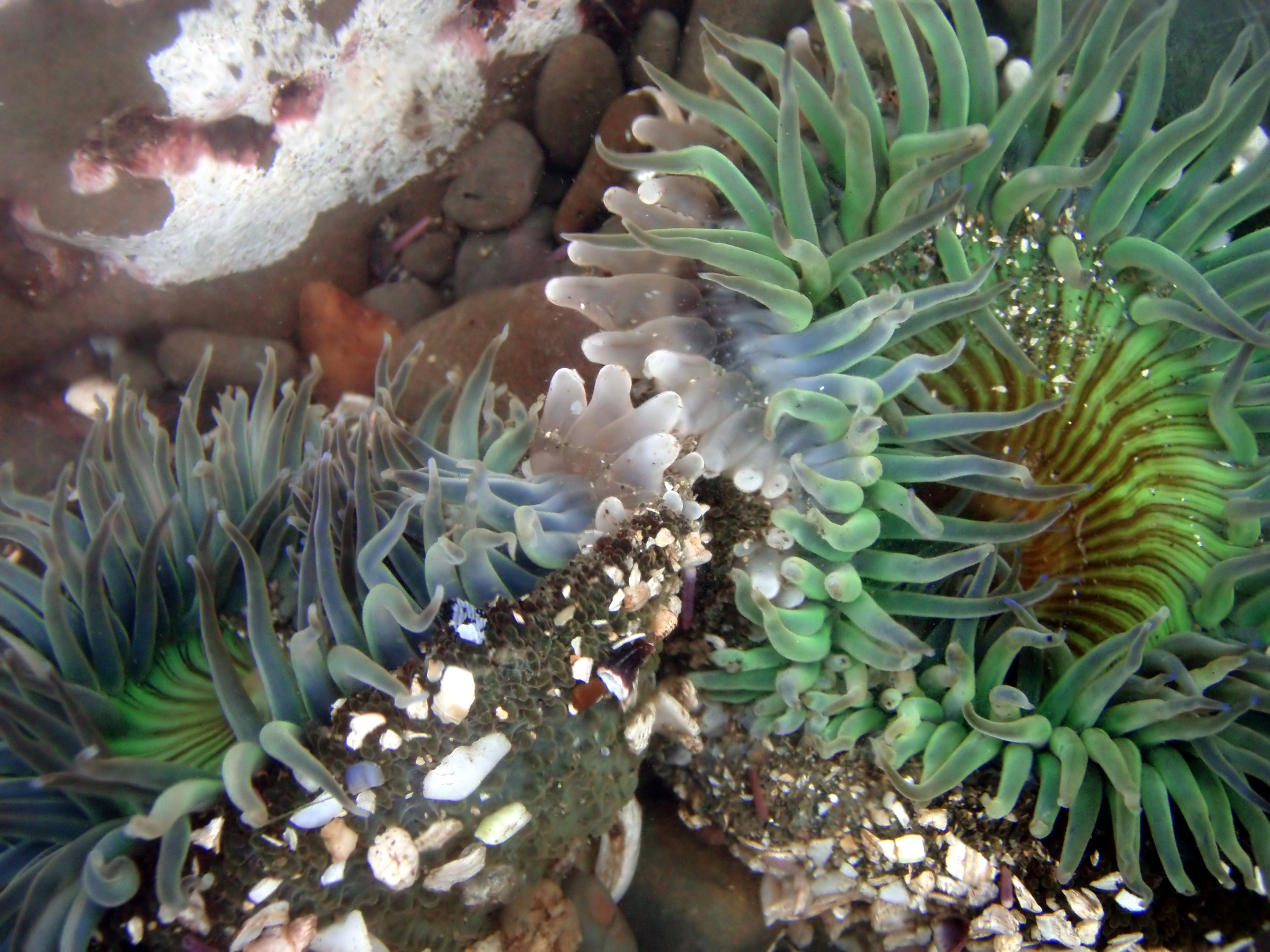
Anémonas marinas compitiendo por territorio (competencia por explotación)

La competencia es una interacción biológica entre dos seres vivos en la cual la aptitud o adecuación biológica de ambos es reducida. La competencia ocurre siempre por un recurso limitado. Ya sea una competencia física directa (competencia por interferencia) o (competencia por explotación);el recurso por el que se compite puede ser alimento, agua, territorio, parejas, etc.
La competencia tanto dentro de una especie como entre especies diferentes, es un tema importante en ecología, ya que contribuye a explicar la coexistencia y divesidad biológica dentro de las comunidades ecológicas. La competencia es uno de varios factores bióticos y abióticos que afectan la estructura de las comunidades ecológicas  . La competencia entre miembros de la misma especie se llama competencia intraespecífica y la que tiene lugar entre miembros de diferentes especies es competencia interespecífica. La competencia no siempre es un fenómeno simple y directo y puede ocurrir en formas indirectas.Según el principio de exclusión competitiva dos especies que utilizan recursos  exactamente la misma forma no pueden coexistir. Actualmente este concepto ha sido revisado y se sigue considerando a la competencia interespecífica como un factor importante en la estructuración de las comunidades, pero no el único, existen otro tipo de interacciones como los mutualismos u otros factores significativos para explicar la diversidad biológica.  De acuerdo a la teoría de la evolución la competencia  selección natural. La hipótesis de la reina roja postula que las especies están en una constante carrera de competencia para mantenerse estables, .

## Tipos de competencia

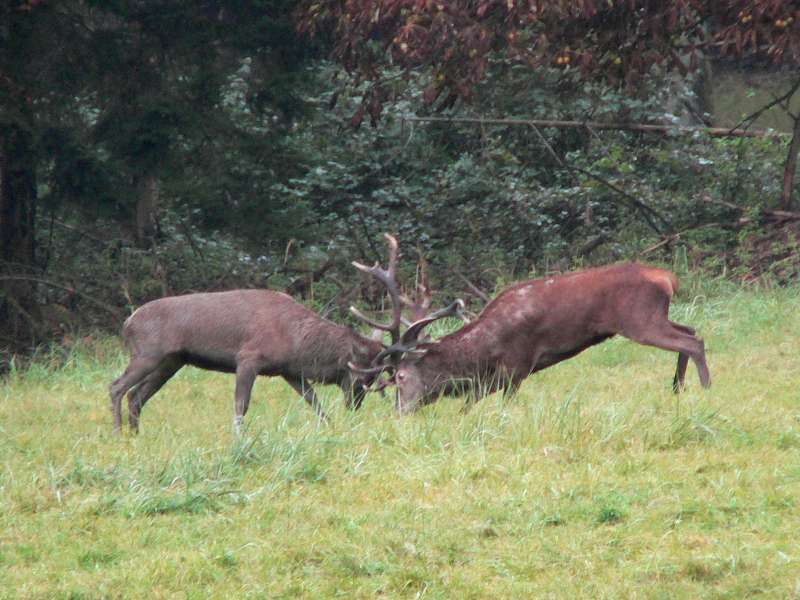
Competencia entre machos de ciervo rojo durante la época del celo, ejemplo de competencia intraespecífica (competencia por interferencia).

#### Competencia por interferencia
Sucede cuando un individuo interfiere directa y activamente en la obtención de un recurso (alimento), supervivencia o reproducción de otros por medio de actos de agresión o de otro tipo, o cuando directamente impide su establecimiento en una porción del hábitat.
Durante la competencia de interferencia los organismos interactúan directamente luchando por recursos escasos. Por ejemplo, los pulgones grandes defienden los sitios de alimentación en las hojas de álamo expulsando a los pulgones más pequeños de los mejores sitios. La competencia macho-macho en el ciervo durante el celo es un ejemplo de competencia de interferencia que ocurre dentro de una especie.
La competencia por interferencia ocurre directamente entre individuos a través de la agresión cuando los individuos interfieren con la búsqueda de alimento, la supervivencia y la reproducción de otros, o al impedir directamente su establecimiento físico en una parte del hábitat. Un ejemplo de esto se puede ver entre la hormiga Novomessor cockerelli y las hormigas cosechadoras rojas ((Pogonomyrmex barbatus), donde la primera interfiere con la capacidad de las segundas para buscar alimento al tapar las entradas a sus colonias con pequeñas piedras. Los machos de los pergoleros (Ptilonorhynchidae), que crean estructuras elaboradas llamadas emparrados para atraer parejas potenciales, pueden reducir la aptitud de sus vecinos directamente robando decoraciones (ramitas, conchas, etc.) de sus estructuras.
En los animales, la competencia por interferencia es una estrategia adoptada principalmente por organismos más grandes y fuertes dentro de un hábitat. Como tal, las poblaciones con alta competencia por interferencia tienen ciclos generacionales impulsados por los adultos. Al principio, el crecimiento de los juveniles se ve obstaculizado por competidores adultos más grandes. Sin embargo, una vez que los juveniles llegan a la edad adulta, experimentan un ciclo de crecimiento secundario. Las plantas, por otro lado, participan principalmente en competencia de interferencia con sus vecinas a través de la alelopatía o sea la producción de sustancias bioquímicas que impiden el establecimiento de otras especies en sus cercanías.
En la competencia por interferencia puede verse claramente un costo negativo (gasto energético,lesiones, muerte, etc.) y a su vez un beneficio: la obtención de recursos en su propio beneficio y en detrimento de sus competidores. Para hacer frente a una fuerte competencia por interferencia, otros organismos a menudo hacen lo mismo o participan en una competencia de explotación.

#### Competencia por explotación
Ocurre cuando se compite por un mismo recurso limitado consumiéndolo en mayor cantidad y dejando a su competidor sin la cantidad suficiente para su desarrollo.  Así el uso del recurso por unos causa la escasez para otros; el recurso puede tratarse de alimento, lugar para nidificar, espacio para establecerse, como en organismos sésiles,etc.. Por ejemplo, dependiendo de la temporada, los ciervos ungulados machos más grandes son competitivamente dominantes debido a la competencia de interferencia. Sin embargo, las hembras y los cervatillos han afrontado esta situación mediante la división temporal de recursos: buscando comida sólo cuando los machos adultos no están presentes.
Esta forma de competencia normalmente recompensa a aquellos organismos que reclaman primero el recurso. Como tal, la competencia por explotación suele depender del tamaño y se favorece a los organismos más pequeños, ya que estos suelen tener tasas de alimentación más altas. Dado que los organismos más pequeños tienen una ventaja cuando la competencia de explotación es importante en un ecosistema, este mecanismo de competencia podría conducir a un ciclo generacional impulsado por los juveniles: los juveniles individuales tienen éxito y crecen rápidamente, pero una vez que maduran son superados por organismos más pequeños.
En las plantas, la competencia explotadora puede ocurrir tanto en la superficie como bajo tierra. En la superficie, las plantas reducen la aptitud de sus vecinas al competir por la luz solar. Las plantas consumen nitrógeno al absorberlo en sus raíces, lo que hace que el nitrógeno no esté disponible para las plantas cercanas. Las plantas que producen muchas raíces normalmente reducen el nitrógeno del suelo a niveles muy bajos, lo que puede matar a las plantas vecinas.
También se ha demostrado que la competencia por explotación ocurre tanto dentro de una misma especie (intraespecífica) como entre diferentes especies (interespecífica). Además, muchas interacciones competitivas entre organismos son una combinación de competencia por explotación y por interferencia, lo que significa que los dos mecanismos están lejos de ser mutuamente excluyentes. Por ejemplo, un estudio reciente de 2019 encontró que la especie de trip nativo Frankliniella intensa era competitivamente dominante sobre una especie de trip invasora Frankliniella occidentalis porque no solo mostraba más tiempo para alimentarse (competencia de explotación) sino también más tiempo para proteger sus recursos (competencia de interferencia). Las plantas también pueden exhibir ambas formas de competencia, no sólo luchando por espacio para el crecimiento de las raíces sino también inhibiendo directamente el desarrollo de otras plantas a través de la alelopatía.

#### Competencia aparente
Ocurre indirectamente entre dos especies que, por ejemplo, son presas de un depredador común. En tal caso hay competencia por el espacio libre de depredadores, es decir, el competidor que logra evadir al depredador de manera más eficiente, tendrá una ventaja  competitiva.
Esta forma de competencia normalmente se manifiesta en nuevos equilibrios de abundancia de cada especie de presa. Por ejemplo, supongamos que hay dos especies (especie A y especie B), que son presa de la especie depredadora C.  Los científicos observan un aumento en la abundancia de la especie A y una disminución en la abundancia de la especie B. En el modelo de competencia aparente, se encuentra que esta relación está mediada por el depredador C; una explosión demográfica de la especie A aumenta la abundancia de la especie depredadora C debido a una mayor fuente total de alimento. Como ahora hay más depredadores, las especies A y B serían cazadas a tasas más altas que antes. Por tanto, el éxito de la especie A fue en detrimento de la especie B, no porque compitieran por los recursos, sino porque su mayor número tuvo efectos indirectos sobre la población de depredadores.
Este modelo de un depredador y dos presas ha sido explorado por los ecologistas ya en 1925, pero el término "competencia aparente" fue acuñado por primera vez por el ecologista de la Universidad de Florida, Robert D. Holt, en 1977.  Holt descubrió que los ecólogos de campo de la época atribuían erróneamente las interacciones negativas entre las especies de presa a la división de nichos y la exclusión competitiva, ignorando el papel de los depredadores con limitación alimentaria.

### Por especies

#### Competencia intraespecífica
La competencia intraespecífica ocurre cuando los miembros de la misma población necesitan hacer uso del mismo recurso limitado (que por lógica ocurrirá ya que pertenecen a la misma especie y tienen los mismos requerimientos). Por ejemplo entre animales de la misma especie que viven en un mismo territorio en un mismo momento de tiempo y que compiten por territorio, apareamiento o sitio de nidada. Es común que los leones maten a las crías de machos diferentes para convertirse en los machos dominantes En este caso, el matar las crías de otros machos, provocan el celo de las hembras, con las que se aparearán y dejarán entonces su propia descendencia. "Exito darwiniano". Entre los ciervos, muchos pelean con sus astas para obtener el derecho a aparearse.

#### Competencia interespecífica

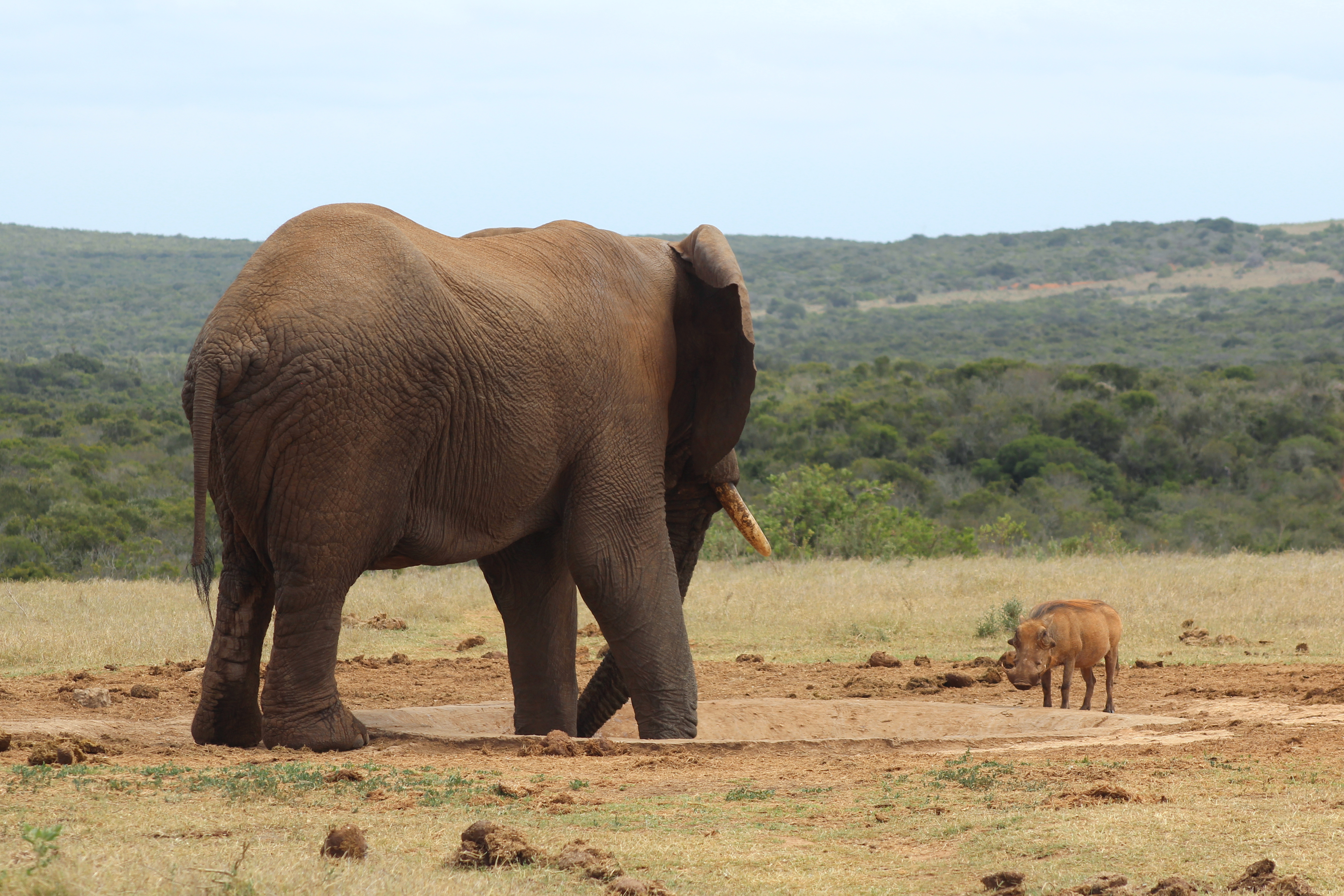
Un elefante y un jabalí se enfrentan para acceder a un pozo de agua.

La competencia interespecífica ocurre entre individuos de diferentes especies que comparten un recurso común. Si el recurso no es suficiente para mantener ambas poblaciones, el resultado es una reducción en la fertilidad, el crecimiento y la supervivencia de una o más especies. La competencia interespecífica puede alterar las poblaciones, las comunidades y la evolución de las especies involucradas.
Tanto la competencia intraespecífica como la competencia interespecífica toman dos formas: explotación e interferencia. Como alternativas a esta clasificación dicotómica simple de interacciones competitivas, Thomas Schoener de la Universidad de California en Davis propuso que seis tipos diferentes de interacciones son suficientes para responder a la mayoría de los casos de competencia interespecífica: (1) consumo, (2) prevención, (3) superposición, (4) interacción química, (5) territorial  y (6) encuentro.
La competencia por el consumo ocurre cuando los individuos de una especie inhiben a los individuos de otra mediante el consumo de un recurso compartido. La competencia preventiva ocurre principalmente entre organismos sésiles, como los crustáceos percebes, donde la ocupación por parte de un individuo excluye el establecimiento por parte de otros. La competencia por superposición ocurre cuando un organismo literalmente crece sobre otro (con o sin contacto físico), inhibiendo el acceso a algún recurso esencial. En las interacciones químicas los inhibidores de crecimiento químico o toxinas liberados por un individuo inhiben o matan a otras especies. La competencia territorial resulta de la exclusión conductual de otras especies de un espacio concreto que se define como un territorio y la competencia de encuentro se produce cuando las agrupaciones no territoriales entre individuos provocan un efecto negativo en una de las especies participantes o en ambas. 
Entre las plantas, muchas compiten por ser las más altas y obtener luz, o por llegar con sus raíces a mayores profundidades para obtener nutrientes. Este tipo de competencia puede ser tanto intra como interespecífica.

## Estrategias evolutivas
En términos evolutivos la competencia se relaciona al concepto de selección r/K que se refiere a la selección natural de rasgos que facilitan el éxito en ciertos ambientes. La teoría emana de los estudios de biogeografía de islas realizados por los ecólogos  Robert MacArthur y E. O. Wilson.

1: Una especie más chica de pájaros (amarilla) forrajea en todo el árbol.
2: Una especie más grande (roja) compite por recursos.
3: La especie roja domina los recursos más abundante (el medio). La amarilla se adapta al nuevo nicho, evitando la competencia.

## Principio de exclusión competitiva
El principio de exclusión competitiva, a veces también llamado ley de exclusión competitiva de Gause o simplemente, ley o regla de Gause, es una proposición que declara que dos especies en competencia biológica por los mismos recursos no pueden coexistir en forma estable si los demás factores ecológicos permanecen constantes. Uno de los competidores siempre dominará al otro, llevándolo a la extinción o a una modificación evolutiva o de comportamiento hacia otro nicho ecológico. El principio se resume en la frase: "Competidores totales no pueden coexistir" o varias especies no pueden ocupar el mismo nicho ecológico de forma indefinida.